# Ash (Band)
 Ash ist eine nordirische Band, die im nordirischen Downpatrick gegründet wurde. Ihre Musik ist dem Britpop und dem Indie-Rock zuzuordnen.
Die Gründungsmitglieder waren Tim Wheeler (* 4. Januar 1977), Mark Hamilton (* 21. März 1977) und Rick McMurray (* 11. Juli 1975). Später kam Charlotte Hatherley (* 20. Juni 1979) hinzu, die die Band im Januar 2006 wieder verließ, um sich ihrer Solokarriere zu widmen.

## Geschichte

### Erste Jahre
Inspiriert von Twisted Sister und Iron Maiden gründeten Tim und Mark in den frühen 1990er mit ein paar Schulfreunden eine Heavy-Metal-Band namens Vietnam. Nach nur wenigen Auftritten drohte die Auflösung der Band und nur Tim und Mark blieben übrig. Auf der Suche nach einem neuen Schlagzeuger fanden sie Rick, der in der Schule einen Jahrgang über ihnen war. Er spielte ursprünglich Gitarre, war aber inzwischen Schlagzeuger. Gemeinsam beschlossen sie ihren eigenen Musikstil zu entwickeln.
Zu Beginn des Jahres 1994 stieß Stephen Taverner auf ein Demo-Tape der Band mit Namen Garage Girl. Er war genug beeindruckt, um das Geld zur Veröffentlichung für Jack Names the Planets aufzutreiben. Dies geschah unter seinem eigenen Label namens LaLaLand. Damit hatte die Band den wichtigsten Schritt geschafft. In der Folge wurden sie im Radio von DJ Steve Lamacq auf BBC 1 gespielt und brachten ihre Debüt-Single Petrol am 5. August 1994 auf den Markt. Am 17. Oktober folgte die Single Uncle Pat, diesmal bereits unter dem neuen Label Infectious Records, und am 18. Oktober das Minialbum Trailer, das deutlich von Punk und Grunge inspiriert war.

### Durchbruch
Als Nächstes stand die Arbeit am ersten Album 1977 an, das 1996 den Durchbruch bringen sollte. Hierbei erhielten sie ab 1995 Unterstützung von Owen Morris, der bereits Oasis bei ihren ersten beiden Alben unterstützt hatte. Der Albumtitel spielt nicht nur auf das Jahr an, in dem Wheeler und Hamilton auf die Welt kamen, sondern auch auf ihre Faszination mit der Star-Wars-Reihe, deren erster Teil ebenfalls 1977 in die Kinos kam. Außerdem steht das Jahr 1977 in der Rockgeschichte für die Hochzeit des Punks, von dem die Musik der Band hörbar beeinflusst ist. Aus Ashs erstem Album wurden 1996 die Singles Girl From Mars, Goldfinger und Oh Yeah ausgekoppelt. Der auf dem Album enthaltene Song Kung Fu erklingt darüber hinaus im Abspann des Films „Rumble in the Bronx“ mit Jackie Chan, der im gleichen Jahr erschien. Außerdem ist der Song Lose Control Teil des Soundtracks des 1997 erschienenen Videospiels Gran Turismo.
Im Februar 1997 wurde das erste Live-Album Live at the Wireless herausgebracht, das in den Triple J Studios in Australien aufgenommen wurde. Die britischen Fans konnten eine limitierte Auflage der CD beim bandeigenen Label Deathstar erwerben. Daraufhin stieß Charlotte Hatherley als zweite Gitarristin zu Ash. Sie hatte vorher bei der Band Nightnurse gespielt. Die Band erhoffte sich dadurch nicht nur eine Erweiterung ihres Sounds, sondern auch etwas mehr Konzentration auf die Musik nach all dem Trubel des vergangenen Durchbruchsjahres. Der erste gemeinsame Song war der Titel-Song des Soundtracks zum Film A Life Less Ordinary (Lebe lieber ungewöhnlich) mit Ewan McGregor und Cameron Diaz.

### Chart-Alben

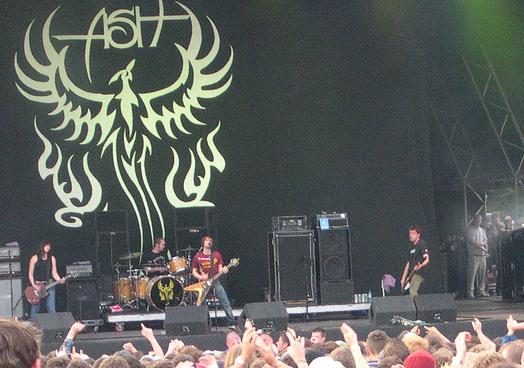
Hatherley, McMurray, Wheeler, Hamilton auf der Hauptbühne des Leeds-Festivals 2004.

Ash brachten im September 1998 die Single Jesus Says und im folgenden Monat das zweite Album Nu-Clear Sounds heraus. Im November folgte die Single Wildsurf. Sowohl unter Kritikern als auch bei den Käufern kam Nu-Clear Sounds allerdings nicht so gut an wie das Debüt.
Drei Jahre später folgte dann Free All Angels, mit dem man wieder an den Erfolg von 1977 anknüpfen konnte. Die erste Single Shining Light schoss in die englischen Top 10 und wurde, wenn auch in kleinerem Maße, auch in Deutschland ein Erfolg. Das Album Free All Angels schaffte es in England auf Platz 1. Weitere Singleauskopplungen wie Burn Baby Burn oder There’s a Star waren in Großbritannien ebenfalls sehr erfolgreich und Tim Wheeler erhielt einen Ivor Novello Award als Songwriter für Shining Light. Nach diesem Erfolg wurde dann 2002 ein Best Of veröffentlicht, Intergalactic Sonic 7"s, mit dem neuen Song Envy, der auch als Single erschien. Zusätzlich wurde in einer Neuauflage Jack Names The Planets ebenfalls als Single veröffentlicht und die Live-DVD Tokyo Blitz mit einem Auftritt in Japan von der Tour zu Free All Angels herausgebracht.

### Rock ’n’ Roll 2.0
Nach einer Pause erschien im Juni 2004 das in den USA aufgenommene Album Meltdown, das von Kritikern u. a. als „kraftvollstes Rock-’n’-Roll-Album der Neuzeit“ bezeichnet wurde. Vorab erschien das sehr düstere und harte Clones als exklusive Download-Single. Die Musikvideos der anderen Single-Auskopplungen, des schnellen Orpheus, der Ballade Star-Crossed und Renegade Cavalcade wurden wiederholt im Musik-TV gespielt. Insgesamt war das Album v. a. wieder in Großbritannien erfolgreich, aber nicht in dem Maße wie Free All Angels.

### Umstrukturierungen
Im August 2004 brachte Charlotte Hatherley ihr erstes Solo-Album mit dem Namen Grey Will Fade heraus. Die vorhergehenden Auskopplungen waren Kim Wilde und Summer. Anfang 2006 verließ sie die Band, um sich ganz ihrer Solokarriere widmen zu können. Damit waren Ash nach 9 Jahren wieder zum Trio geschrumpft.
Tim Wheeler und Mark Hamilton waren mittlerweile beide nach New York gezogen. Deshalb mieteten sich Ash dort kurz nach Hatherleys Weggang ein Studio und begannen, neue Songs zu schreiben und aufzunehmen. Ende 2006 spielte die Band ein paar Auftritte in kleinen New Yorker Clubs und testete dort das neue Songmaterial. Im April 2007 wurde die neue Single You can't have it all veröffentlicht. Ihr Album Twilight of the Innocents ist am 29. Juni 2007 erschienen. Es erreichte Anfang Juli 2007 nur Platz 32 in den UK-Charts und war somit das erste Ash-Album seit Trailer, das in Großbritannien nicht in die Top 10 einstieg.

### Neue Strategie
Am 13. Juni 2007, kurz vor der Veröffentlichung ihres Albums Twilight of the Innocents, verkündete die Band in einer offiziellen Pressemitteilung, dass dies ihr letztes Album werden würde. Jedoch bedeutete dies nicht die Auflösung der Band. Vielmehr werden in Zukunft keine Alben mehr veröffentlicht, sondern nur noch Singles, die dann auf Compilation-CDs zusammengefasst werden. Die Band sieht sich als Vorreiter einer neuen, durch die digitale Revolution hervorgerufenen Bewegung. So könne die Musik dann schneller zu den Fans transportiert werden, und es müsse keine, wie im Falle von Twilight of the Innocents sechsmonatige Wartezeit zwischen Fertigstellung des Albums und Veröffentlichung vergehen. Im April 2009 veröffentlichten Ash mit „Return of White Rabbit“ die erste der 26 Singles umfassenden A-Z Series, die bis September 2010 herauskamen. Jede erschien digital und limitiert auf Vinyl. Außerdem ergaben sich aus ihnen zwei Compilation-Alben. Im November 2011 gaben Ash nach Intergalactic Sonic 7"s (2002) ein weiteres Greatest Hits-Album heraus.

## Diskografie
Studioalben

| Jahr | Titel                     | Höchstplatzierung, Gesamtwochen, AuszeichnungChartplatzierungen (Jahr, Titel, Platzierungen, Wochen, Auszeichnungen, Anmerkungen) | Höchstplatzierung, Gesamtwochen, AuszeichnungChartplatzierungen (Jahr, Titel, Platzierungen, Wochen, Auszeichnungen, Anmerkungen) | Höchstplatzierung, Gesamtwochen, AuszeichnungChartplatzierungen (Jahr, Titel, Platzierungen, Wochen, Auszeichnungen, Anmerkungen) | Höchstplatzierung, Gesamtwochen, AuszeichnungChartplatzierungen (Jahr, Titel, Platzierungen, Wochen, Auszeichnungen, Anmerkungen) | Höchstplatzierung, Gesamtwochen, AuszeichnungChartplatzierungen (Jahr, Titel, Platzierungen, Wochen, Auszeichnungen, Anmerkungen) | Anmerkungen                              |
| Jahr | Titel                     | DE | AT | CH | UK | IE | Anmerkungen                              |
| ---- | ------------------------- | --- | --- | --- | --- | --- | ---------------------------------------- |
| 1994 | Trailer                   | — | — | — | — | IE— aIE | Erstveröffentlichung: 18. Oktober 1994   |
| 1996 | 1977                      | DE65 (10 Wo.)DE | — | CH40 (5 Wo.)CH | UK1 Platin · (33 Wo.)UK | IE— aIE | Erstveröffentlichung: 6. Mai 1996        |
| 1998 | Nu-Clear Sounds           | DE86 (1 Wo.)DE | — | — | UK7 Gold · (5 Wo.)UK | IE— aIE | Erstveröffentlichung: 5. Oktober 1998    |
| 2001 | Free All Angels           | DE34 (6 Wo.)DE | AT28 (7 Wo.)AT | — | UK1 Platin · (33 Wo.)UK | IE2 (42 Wo.)IE | Erstveröffentlichung: 16. April 2001     |
| 2004 | Meltdown                  | DE65 (2 Wo.)DE | AT75 (1 Wo.)AT | — | UK5 Gold · (10 Wo.)UK | IE6 (6 Wo.)IE | Erstveröffentlichung: 17. Mai 2004       |
| 2007 | Twilight of the Innocents | — | — | — | UK32 (2 Wo.)UK | IE26 (2 Wo.)IE | Erstveröffentlichung: 29. Juni 2007      |
| 2015 | Kablammo                  | — | — | — | UK41 (1 Wo.)UK | IE27 (2 Wo.)IE | Erstveröffentlichung: 25. Mai 2015       |
| 2018 | Islands                   | — | — | — | UK18 (1 Wo.)UK | IE34 (1 Wo.)IE | Erstveröffentlichung: 18. Mai 2018       |
| 2023 | Race the Night            | — | — | — | UK14 (1 Wo.)UK | IE60 (1 Wo.)IE | Erstveröffentlichung: 15. September 2023 |

grau schraffiert: keine Chartdaten aus diesem Jahr verfügbar